# Екатеринославка (Омская область)
Екатеринославка — село в Шербакульском районе Омской области России, основанное в 1907 году. Административный центр Екатеринославского сельского поселения.

## История
Впервые работы по обмежеванию участка для будущей Екатеринославки начались в 1904 году. В 1907 году прибыли первые поселенцы. В начале 1908 года прошел первый сход Екатеринославской сельского общества, на котором избрали старосту села Алексея Михайловича Карпенко. В 1928 г. состояло из 184 хозяйств, основное население — украинцы. Центр Екатеринославского сельсовета Борисовского района Омского округа Сибирского края.

## Население
| 2010 |
| ---- |
| 1394 |

Гендерный состав
По данным Всероссийской переписи населения 2010 года в гендерной структуре населения из 1394 человек мужчин — 666, женщин — 728 (47,8 и 52,2 % соответственно)
Национальный состав
В 1928 г. основное население — украинцы.
Согласно результатам переписи 2002 года, в национальной структуре населения русские составляли 66 % от общей численности населения в 1434 чел..

## Инфраструктура
Администрация Екатеринославского сельского поселения.

## Транспорт
Стоит на региональной дороге 52Н-595.